# Marco Magnifico Fracaro
Marco Magnifico Fracaro, noto anche solo come Marco Magnifico (Como, 29 ottobre 1954), è uno storico dell'arte e docente italiano.
Nel 1985 ha iniziato la sua collaborazione col FAI - Fondo per l’Ambiente Italiano e da dicembre 2021 ha assunto la carica di presidente.

## Biografia
Figlio di Federico Magnifico Fracaro, banchiere, e Giuliana Saibene, nasce a Como nel 1954. Frequenta le scuole elementari a Reggio Calabria e poi medie e Liceo Scientifico a Varese. Fin dalla giovinezza è interessato alla salvaguardia e alla tutela dei Beni culturali, artistici e ambientali.
Si iscrive all'Università Bocconi di Milano dove frequenta i primi due anni, ma, decidendo di seguire le sue passioni e inclinazioni, dovute anche alle frequentazioni del nonno materno Alberto Saibene, collezionista e amico di Federico Zeri, Lamberto Vitali, Mina Gregori, Franco Russoli e altri, lascia, dopo aver sostenuto dieci esami, la Facoltà di Economia e si iscrive alla Facoltà di Lettere con indirizzo storico-artistico dell'Università di Pavia, dove si laurea con una tesi sul pittore rinascimentale milanese Bernardo Zenale. In seguito si specializza, con Mina Gregori, in Storia dell'Arte presso l'Università di Firenze, vincendo in seguito, una borsa di studio di un anno presso la fiorentina Fondazione Roberto Longhi.
Dopo la laurea e la specializzazione per quasi quattro anni lavora, in qualità di esperto di dipinti antichi, alla casa d'aste inglese Sotheby's; prima presso la sede di Londra, quindi in Italia.
La passione per l'arte e per la tutela del patrimonio artistico e culturale lo porta a iscriversi nel 1974 alla sezione milanese di Italia Nostra, della quale diventa presto Consigliere, frequentata da Renato Bazzoni e Giulia Maria Crespi, i quali, nel 1975 decidono di fondare il FAI – Fondo per l'Ambiente Italiano.
Il suo primo incarico è la cura della mostra “Vedute italiane del '700 in collezioni private italiane” (Venezia – Museo S. Apollonia; Milano – Palazzo Reale) e poi la gestione del rapporto con le delegazioni nelle varie regioni nelle quali il FAI sta iniziando a radicarsi.

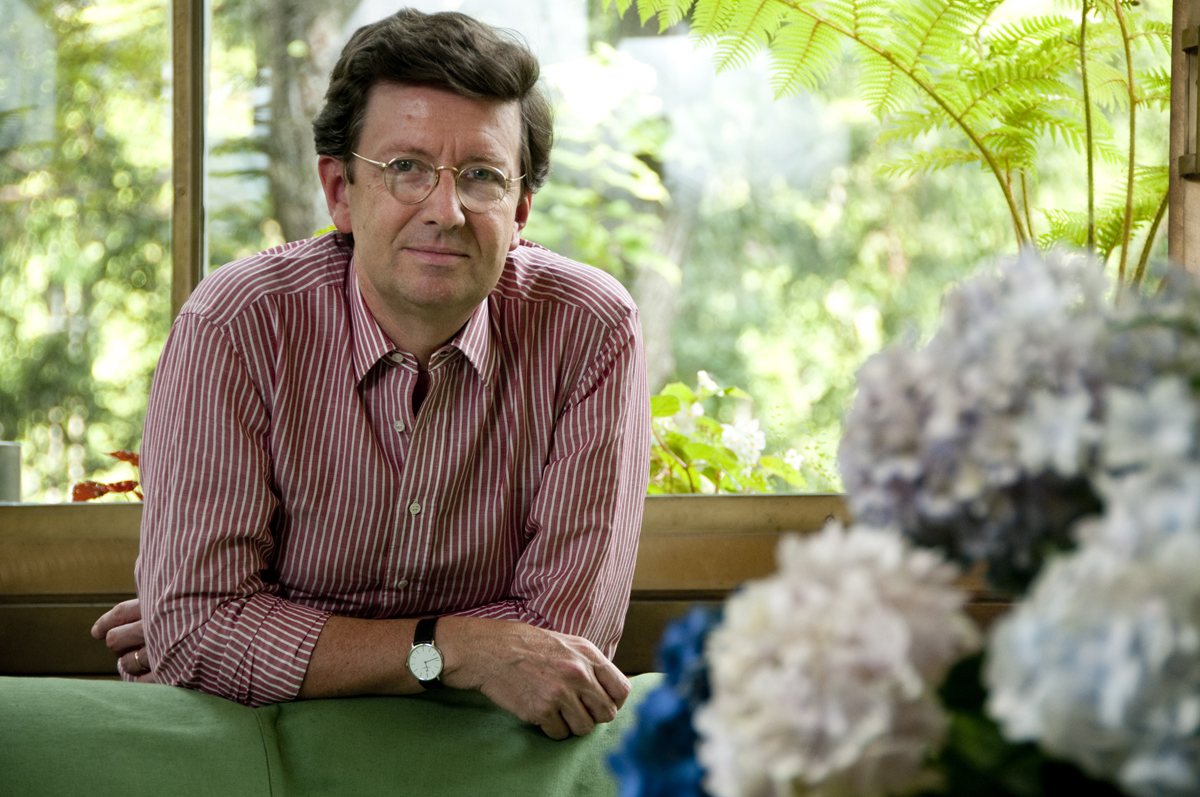
Marco Magnifico a Villa Necchi Campiglio (MI)

Nel 1988 parte con la Crespi per un viaggio di aggiornamento in Gran Bretagna nelle proprietà del National Trust che, pur nelle differenze, resta per la fondatrice del FAI, una meta ideale a cui tendere per l'acquisizione di beni culturali storici, artistici e ambientali.
Dopo la morte di Bazzoni avvenuta il 9 dicembre 1996, aumentano le funzioni di Magnifico nel FAI che diventa responsabile della linea culturale e inizia a lavorare all'acquisizione dei nuovi Beni della Fondazione, sviluppando, a seconda delle circostanze, rapporti con le istituzioni locali o nazionali, con aziende o con privati sul modello del National Trust inglese.

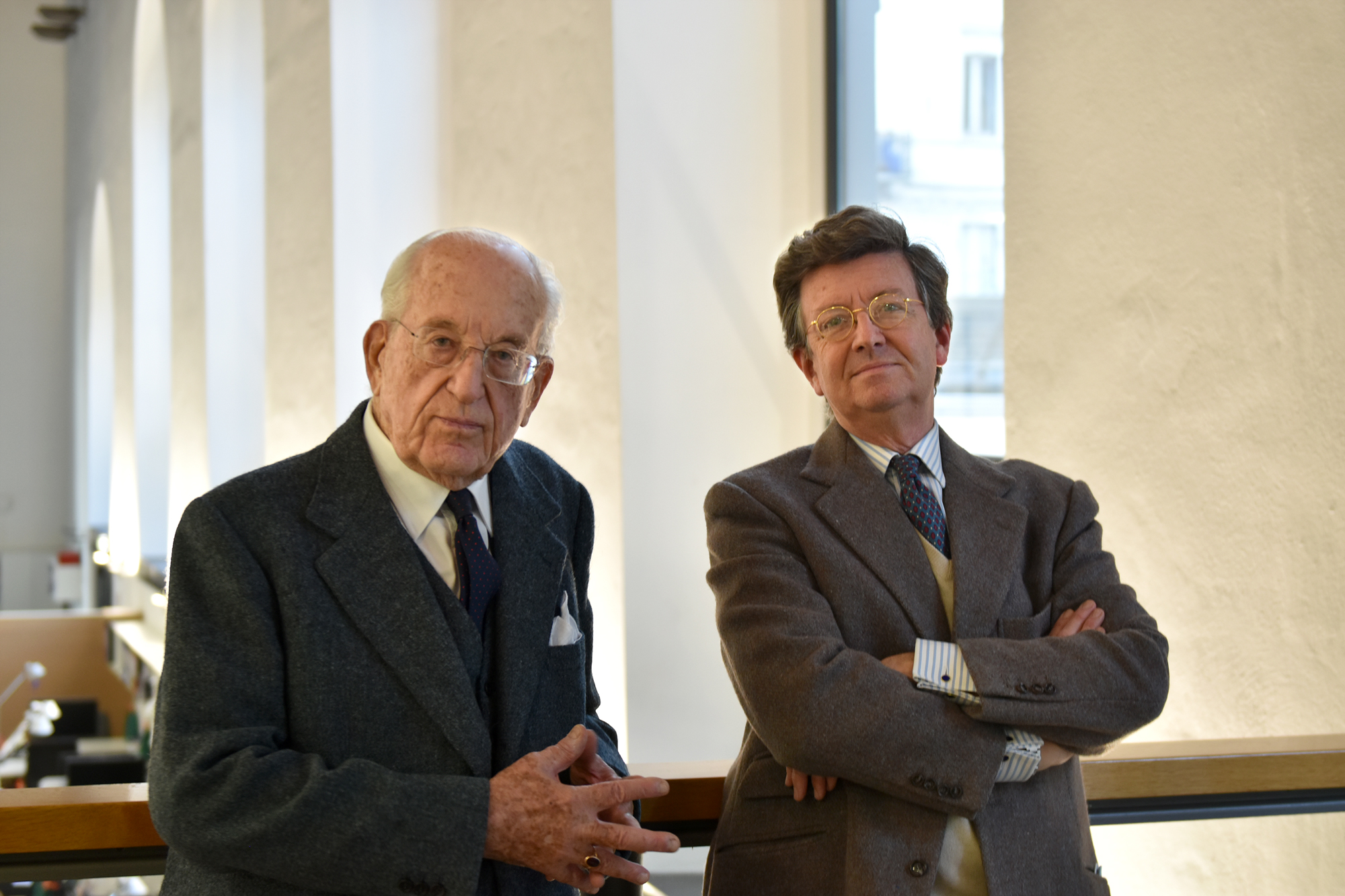
Marco Magnifico insieme a Andrea Carandini nella sede del FAI

Dopo aver accompagnato il FAI dalla fase pionieristica alla maturità, nel 2010 Magnifico diventa Vicepresidente Esecutivo, confermando il suo ruolo nelle scelte culturali, istituzionali, di restauro, valorizzazione, mostre e iniziative nazionali e di acquisizione dei Beni. Il 15 dicembre 2021, a seguito delle dimissioni anticipate dell'archeologo Andrea Carandini da Presidente del FAI, il Consiglio di Amministrazione della Fondazione nomina nuovo presidente Marco Magnifico.

## Curatele
In gioventù ha partecipato, come membro del Comitato Scientifico, a numerose mostre d'arte antica, curandone in parte i cataloghi (Zenale e Leonardo, tradizione e rinnovamento nella pittura lombarda, Milano, Museo Poldi Pezzoli, 1982; Francesco Cairo, Varese, Musei Civici, 1983; I Campi, Cremona, 1985).
Per il FAI ha organizzato nel 1987 la grande mostra “Vedute Italiane del '700 in collezioni private italiane” (Venezia, Museo S. Apolllonia; Milano, Palazzo Reale) curando i settori veneto e romano del catalogo critico.
Nei primi anni Ottanta ha redatto alcune voci del Catalogo Generale dei Dipinti della Pinacoteca di Brera, curato da Federico Zeri ed edito da Electa.
Ha collaborato per diversi anni alla rubrica Magnifica Italia su Il Giornale dell'Arte.

## Altre attività
Dal 2015 è membro del Consiglio di Amministrazione della Società del Quartetto di Milano.
Dal 2018 è membro del Consiglio di Amministrazione dei Musei Reali di Torino.
È spesso ospite di trasmissioni televisive di approfondimento culturale e ambientale come GEO e Kilimangiaro e collabora frequentemente, in veste di inviato in coppia con Vittorio Brumotti, con il telegiornale satirico Striscia la Notizia.